# بركانة (إيكسان)
بركانة هو دُوَّار يقع بجماعة إيكسان، إقليم الناظور، جهة الشرق في المملكة المغربية. ينتمي الدوّار لمشيخة إيكسان التي تضم 12 دوار. يقدر عدد سكانه بـ 671 نسمة حسب الإحصاء الرسمي للسكان والسكنى لسنة 2004.

## روابط خارجية
- البوابة الوطنية للجماعات الترابية نسخة محفوظة 12 مارس 2018 على موقع واي باك مشين.
- المندوبية السامية للتخطيط